# Pădurea de fagi
Pădurea de fagi este un film românesc din 1987, regizat de Cristina Nichituș-Mihăilescu după scenariul lui Francisc Munteanu. Rolurile principale sunt interpretate de actorii Raluca Penu, Tora Vasilescu, Traian Stănescu, Dionisie Vitcu, Anca Sigartău, Catrinel Dumitrescu.
Filmul relatează povestea de viață a unor telefoniste din București, pe care evenimentele din august 1944 le-au găsit la datorie și le-au oferit ocazia să-și aducă aportul în eliberarea țării de nemți.

## Rezumat
Ca urmare a bombardamentelor executate asupra orașului București de către aviația anglo-americană în primăvara anului 1944, Comandamentul Militar al Capitalei (CMC) a dispus amenajarea unei centrale telefonice în pădurea Tâncăbești. În perspectiva realizării actului de la 23 august 1944, un colonel român (Silviu Stănculescu) propune reprezentantului PCR (Virgil Andriescu) și celorlalți delegați ai Blocului Național Democratic folosirea acestei centrale ca post de transmisie în ciuda faptului că se afla la o distanță de numai 600 de metri de postul de radio german Ilse2. Directorul general al Societății Române de Telefoane (Constantin Codrescu) își dă acordul pentru amenajarea noii centrale, la propunerea directorului tehnic Anton (Gelu Nițu).
Deși amenajarea noii centrale era un secret, comisarul Androne (Florin Zamfirescu) de la Siguranța Statului află întâmplător de la iubita lui, telefonista Mary (Tora Vasilescu), și îl anunță pe comisarul-șef Deleanu (Ștefan Radof). O parte din telefoniste (vreo 30) sunt transferate acolo împreună cu dispecerul Stoica (Dionisie Vitcu) și cu medicul Radu Bejan (Traian Stănescu). Noua centrală este amenajată într-o pădure de fagi, unde au fost construite niște barăci și s-a instalat aparatura de transmisie. Postul român este format dintr-un ofițer, sublocotenentul Manu (Valentin Mihali), și șase soldați. Militarii români le comunică ofițerilor nemți de la postul german aflat în apropiere că barăcile au fost construite pentru a găzdui o școală de telegrafiste.
În perioada următoare, fetele sunt instruite de militari să folosească armamentul din unitate pentru a se apăra în situația unui atac german. Comisarul Androne află locul unde se află noua centrală telefonică și începe să urmărească ce se petrece acolo, dar este depistat și arestat de militari. Între unele fete și soldați se înfiripă relații de dragoste, soldatul Vasile (Vasile Muraru) culegându-i zilnic flori grăsuței Durdu (Anca Sigartău). Activistul ilegalist comunist îi transmite dispecerului Stoica misiunea de a afla care este efectivul militar german și unde se află generatoarele. Fetele sunt invitate de maiorul german Erich von Schutz (Radu Vaida) la o festivitate, prilej cu care se documentează asupra organizării postului german.
În perioada următoare, telefonista Ana Pricop (Raluca Penu) suferă o dublă tragedie: împușcarea iubitului ei, liceanul Mircea (Dan Puric), de către nemții de la postul de radio aflat în apropiere și violarea surorii ei mai mici, Lidia (în vârstă de 14 ani), de către aceiași nemți. Ambii plecaseră să o caute la postul de transmisie din pădurea Tâncăbești. Arestarea mareșalului Ion Antonescu face ca activitatea postului de transmisie din pădurea Tâncăbești să devină foarte importantă. Soldatul Vasile distruge cablul care alimenta postul de radio german cu energie electrică, fiind ucis în acea misiune. Militarii germani din apropiere atacă postul de transmisie românesc, iar fetele luptă cot la cot cu soldații pentru apărarea centralei telefonice, majoritatea dintre ele pierzându-și viața în schimburile de focuri.

## Distribuție
- Raluca Penu — telefonista Ana Pricop
- Tora Vasilescu — telefonista Mary
- Traian Stănescu — dr. Radu Bejan, poreclit „Piramidon”
- Dionisie Vitcu — nea Stoica, dispecerul postului telefonic
- Anca Sigartău — telefonista Durdu
- Catrinel Dumitrescu — telefonistă
- Valentin Mihali — slt. Manu, comandantul plutonului militar din pădurea Tâncăbești
- Vasile Muraru — soldatul Vasile
- Radu Vaida — maiorul german Erich von Schutz, comandantul postului Ilse2
- Florin Zamfirescu — comisarul Androne de la Siguranță
- Erzsébet Ádám — telefonistă (menționată Elisabeta Adam)
- Carmen Trocan — telefonista Stela
- Cecilia Bîrbora — telefonistă
- Anca Mihăescu — telefonistă
- Eusebiu Ștefănescu — ofițer neamț
- Virgil Andriescu — ilegalist comunist
- Ștefan Velniciuc — militarul german insolent
- Dan Puric — liceanul Mircea, iubitul Anei
- Silviu Stănculescu — colonelul român
- Constantin Codrescu — directorul general al Societății Române de Telefoane
- Gelu Nițu — Anton, directorul tehnic al Societății Române de Telefoane
- Petre Gheorghiu-Dolj
- Adriana Șchiopu — telefonistă
- Maria Rotaru
- Mihaela Mitrache (menționată Mihaela Lupu)
- Iulia Boroș
- Virginia Rogin — telefonistă
- Ștefan Radof — comisarul șef Deleanu de la Siguranță
- Vasile Popa — soldat român
- Ion Lupu — maiorul Focșa de la Secția Operații a CMC
- Papil Panduru — delegat al Blocului Național Democratic
- Dumitru Chesa — ilegalist comunist
- Mălina Petre
- Cătălina Bîrca
- Iulia Ciugulea
- Roxana Ionescu
- Miruna Birău
- Crenguța Doncea
- Vasile Boghiță — delegat al Blocului Național Democratic

## Producție
Scenariul filmului a fost scris de scriitorul și cineastul Francisc Munteanu. Realizarea producției cinematografice i-a fost încredințată tinerei regizoare Cristina Nichituș, care a debutat astfel în cinematografie.
Filmul a fost realizat în studiourile Centrului de Producție Cinematografică București. Au fost folosiți pe post de consilieri prof. dr. Ion Ardeleanu, dr. Olimpiu Matichescu, Dumitru Anghelescu și Ion Tudor, precum și Vasile Popa (consilier de lupte). Regizor secund a fost Viorel Branea. Redactor muzical a fost Anca Ștefan. Operator filmări combinate a fost Alexandru David.
Rolurile principale au fost distribuite mai multor actrițe tinere: Raluca Penu, Anca Sigartău, Tora Vasilescu, Catrinel Dumitrescu, Cecilia Bârbora, Carmen Trocan, Iulia Boroș, Erzsébet Ádám, Mihaeia Mitrache, Iulia Cegolea, Miruna Birău, Virginia Rogin ș.a.

## Recepție
Filmul Pădurea de fagi a fost vizionat de 1.583.162 de spectatori la cinematografele din România, după cum atestă o situație a numărului de spectatori înregistrat de filmele românești de la data premierei și până la data de 31.12.2007 alcătuită de Centrul Național al Cinematografiei.
În prefața cărții Cu Diligența prin Pădurea de fagi (Ed. Media On, București, 2000) scrisă de Cristina Nichituș, criticul de film prof.dr. Ileana Berlogea scria următoarele: „Filmele Cristinei Nichituș «Pădurea de fagi» și «Liliacul înflorește a doua oară», mă refer la cele de lungmetraj, alături de numeroasele pelicule de scurtmetraj, o dezvăluie, la fel ca și această carte, hotărâtă, sensibilă, paradoxal de energică și fină în egală măsură, însetată de absolut și libertate, dornică să comunice oamenilor și bucurii și dureri”.
Criticul Tudor Caranfil a dat filmului trei stele din cinci și a făcut următorul comentariu: „Un detașament de tinere telefoniste asigură funcționarea centralei de la Tâncăbești, în agitatele zile din august 1944. Chipurile telefonistelor dobândesc, treptat, contur și greutate: rumena Durdu, la primii fiori ai iubirii (Sigartău), Mari cea versată și plină de aplomb (Vasilescu), o delicată visătoare (Bârbora) etc. Debut regizoral fericit, cu remarcabile notații psihologice și compoziții de personaje, până în clipa în care se declanșează, convențională, lupta cu invadatorii, din fericire mai către final.”
Jurnalistul Cristian Tudor Popescu, doctor în cinematografie și profesor asociat la UNATC, considera Pădurea de fagi drept un film cu caracter politic și propagandistic al epocii comuniste, care prezintă lupta comuniștilor ilegaliști.

## Premiu
Regizoarea Cristina Nichituș a obținut în anul 1987 Premiul Opera prima al Asociației Cineaștilor din România (ACIN) pentru filmul Pădurea de fagi.